# Çavuşlu (Karataş)
Çavuşlu ist ein Ortsteil (Mahalle) im Landkreis Karataş der türkischen Provinz Adana mit 265 Einwohnern (Stand: Ende 2024). Im Jahr 2011 hatte Çavuşlu 200 Einwohner.